# Jacoba Elisabeth Calisch
Jacoba Elisabeth Calisch (Amsterdam, 12 oktober 1865 - aldaar, 14 april 1936), ook bekend als Jacoba Elisabeth Franco Mendes-Calisch, was een Nederlandse medeoprichtster van het Nationaal Bureau van Vrouwenarbeid (NBV), een organisatie voor adviezen op huishoudelijk en maatschappelijk gebied. Dit was de voorloper van de Nederlandse Vereniging van Huisvrouwen, waarvan Calisch ook zeven jaar voorzitster was. 
Calisch hield zich bezig met de positie van (joodse) vrouwen en zette zich in om hun positie te verbeteren. Ze was onder andere de stichtster van de Joodse Vrouwenraad en de oprichtster van het Jacobafonds. Bij het tienjarig bestaan van dit fonds schonk Calisch een geldbedrag om zieke, vermoeide of overspannen huisvrouwen te helpen. Dit kon worden ingezet wanneer een vrouw buiten het gezin moest worden verzorgd. 